# Asesinato de Mackenzie Lueck
Mackenzie Speth Lueck (El Segundo, California; 8 de marzo de 1996 - Salt Lake City, Utah; 17 de junio de 2019) era una joven estadounidense, estudiante de la Universidad de Utah, primero dada por desaparecida y más tarde sus restos encontrados atados, quemados y enterrados. Un hombre nigeriano de 31 años, Ayoola Ajayi, fue detenido y acusado del secuestro y asesinato de Lueck. En octubre de 2020, se declaró culpable del mismo, siendo condenado a cadena perpetua sin libertad condicional.

## La víctima
Mackenzie Speth Lueck nació el 8 de marzo de 1996 y creció en la ciudad de El Segundo, en el condado de Los Ángeles (California), junto con un hermano mayor y dos hermanos menores. Estudió en el instituto público de la ciudad, donde formó parte del equipo de natación y jugó al waterpolo. Después se marchó fuera del estado para estudiar en la Universidad de Utah, donde se especializó en kinesiología y preenfermería y fue miembro de la hermandad Alpha Chi Omega. Lueck trabajó en una empresa de pruebas biológicas de Salt Lake City y planeaba dedicarse a las ciencias de la salud, por lo que hablaba sobre la posibilidad de estudiar enfermería o medicina. Planeaba graduarse en mayo de 2020. Se crio en el credo de la Iglesia de Jesucristo de los Santos de los Últimos Días.

## Autoría
Originario de Nigeria, Ayoola Ajayi nació en 1988. Tenía una tarjeta verde que le permitía trabajar en Estados Unidos. Antes estudiaba en la Universidad Estatal de Utah, pero en 2012 se le prohibió la entrada al campus por varios motivos, entre ellos problemas con su visado y acusaciones de que había robado un iPad. Pudo regresar a las instalaciones en 2015 tras resolver los problemas con su visado. Estudió informática, pero no se licenció. Ajayi era un trabajador de tecnología de la información y estuvo brevemente en la Guardia Nacional del Ejército. Según los fiscales, él y Lueck se conocieron en 2018 en un sitio web de citas llamado Seeking Arrangement, que se representa a sí mismo como una plataforma para que se conozcan "sugar daddies" y "sugar babies".
Según un contratista, en abril de 2019, Ajayi le pidió que construyera una habitación secreta insonorizada debajo del porche delantero con ganchos a la altura de la cabeza en la pared y un escáner de huellas dactilares para entrar. Ajayi alegó que quería esconder el alcohol de su novia mormona. El contratista se sintió incómodo con la petición y la rechazó. Una limpiadora dijo por separado que había visto muchas cámaras en la casa de Ajayi, sobre todo en el dormitorio principal.
Antes de asesinar a Lueck, Ajayi agredió sexualmente a una mujer a la que había conocido en una aplicación de citas e invitado a su residencia. El 10 de marzo de 2018, Ajayi invitó a la mujer a su casa. Mientras veían la televisión en su sofá, comenzó a besar "intensamente" a la víctima y a intentar tocarla de forma inapropiada y por la fuerza. Cuando trató de alejarse, Ajayi la inmovilizó y la mordió al menos tres veces, causándole "dolor significativo" y dejando "moretones y marcas de mordeduras". Según el Departamento de Policía de North Park de North Logan, Ajayi también fue investigado en relación con una violación denunciada en 2014. La presunta víctima no presentó cargos. Ajayi también ha sido acusado por su exmujer de amenazarla con secuestrarla y matarla, lo que la llevó a cortar la comunicación con él. La exesposa de Ajayi también denunció que él se ponía "muy agresivo" cuando ella no hacía lo que él le pedía.
Ajayi escribió un libro titulado Forge Identity (traducido como "Forja de identidad") en el que aparecen dos personajes que son asesinados y quemados. El libro presentaba a Ezekiel, el protagonista, que de adolescente "debe decidir si se unirá a las filas de un cerebro criminal o luchará para escapar de la tiranía que ha rodeado su joven vida". El libro se vendía en Amazon y el nombre del autor era el mismo que el de Ajayi. Una página de Facebook con fotos de Ajayi promocionaba el libro. Posteriormente, el libro fue retirado de la plataforma.

## Asesinato
El 17 de junio de 2019, en las primeras horas de la mañana, Lueck llegó al Aeropuerto Internacional de Salt Lake City desde California. Fue recogida por un conductor de Lyft y llevada a Hatch Park, donde había acordado reunirse con Ajayi. Según el abogado defensor de Ajayi, Lueck lo había conocido en un sitio web de citas en 2018. Lueck y Ajayi acordaron encontrarse una vez que ella regresara de California a Utah. Lueck, que le dijo al conductor que se iba a encontrar con un amigo, fue dejada alrededor de las tres de la madrugada.
Ajayi había planeado asesinar a Lueck antes de recogerla, apagando el vídeo del sistema de seguridad de su casa para evitar documentar su presencia en ella. Una vez que él y Lueck estuvieron en su residencia del barrio de Fairpark, le ató las manos a la espalda con bridas y cuerda e intentó asfixiarla con las manos, después de que Lueck le dijera que parara. Ajayi afirmó que luego puso a Lueck boca abajo y la estranguló con un cinturón hasta que dejó de moverse. Además, Lueck sufrió un traumatismo por objeto contundente en el lado izquierdo de la cabeza. También se descubrió que le faltaba parte del cuero cabelludo y que tenía un agujero de cinco centímetros en el cráneo. La autopsia reveló que el traumatismo por objeto contundente en el lado izquierdo del cráneo le había provocado una hemorragia cerebral que acabó matándola. Según el fiscal Sim Gill, las pruebas sugerían que Ajayi asesinó a Lueck para ver qué se sentía al matar.
Tras asesinar a Lueck, Ajayi afirma que enterró su cuerpo y algunas de sus pertenencias en el patio trasero de su casa y que arrojó otras al río Jordán. Al día siguiente, quemó sus restos. Días más tarde, después de que la policía acudiera a casa de Ajayi para hacerle preguntas sobre la desaparición de Lueck, Ajayi desenterró los restos de Lueck y los llevó a Logan Canyon, donde enterró a Lueck en una zona boscosa en una tumba poco profunda.

## Proceso criminal
El 20 de junio, el padre de Lueck llamó al Departamento de Policía de Salt Lake City para informar de que nadie sabía nada de ella desde que regresó a Utah. El 28 de junio, un hombre de Salt Lake City, identificado como Ayoola Ajayi, fue detenido y acusado de secuestro y asesinato con agravantes de Lueck, así como de profanación de su cadáver. Los detectives descubrieron que Lueck y Ajayi habían intercambiado varios mensajes de texto en la madrugada del 17 de junio, siendo el último mensaje de Lueck a Ajayi a las 2:58 horas. Los datos de los teléfonos móviles situaban a Lueck y Ajayi en el parque a las 2:59 horas de la madrugada. Además, los fiscales dicen que se encontraron fotos de Lueck en el teléfono de Ajayi.
En un registro de la propiedad de Ajayi y sus alrededores se encontraron pertenencias de Lueck y algunos de sus restos. En concreto, un área recién excavada en su patio contenía sus objetos personales carbonizados, tejido muscular carbonizado que el Laboratorio Criminalístico del Estado de Utah identificó como de Lueck, y huesos. Los vecinos informaron de que Ajayi había hecho hogueras detrás de su garaje los días 17 y 18 de junio que provocaron un "olor horrible". Además, se encontraron telas carbonizadas y otros objetos en un callejón cercano. Los investigadores también registraron el vehículo de Ajayi, que, según informaron, olía fuertemente a gasolina. Allí encontraron una lata de gasolina roja, similar a la que compró a las 9 horas del 17 de junio.
Tras ser detenido, Ajayi dijo a sus abogados dónde estaba enterrado Lueck. El 3 de julio, durante la búsqueda, los investigadores encontraron tierra recientemente removida fuera de la carretera principal, en una zona boscosa. Allí, en una tumba poco profunda, había un cuerpo humano carbonizado. El 5 de julio, la policía informó de que se había recuperado el cuerpo de Lueck en Logan Canyon. La oficina del médico forense determinó que el cuerpo era el de Lueck. Según el fiscal de distrito del condado de Salt Lake, Sim Gill, los registros telefónicos de Ajayi lo sitúan en Logan Canyon el 25 de junio, entre las 14:30 y las 16:30 horas.
El juicio por el asesinato de Lueck se fijó originalmente para el 12 de marzo de 2020, pero se pospuso para que los fiscales tuvieran más tiempo para revisar las pruebas y dárselas a los abogados defensores de Ajayi. Se fijó una audiencia preliminar de tres días para el 28 de octubre de 2020. El 7 de octubre de ese mismo año, Ajayi se declaró culpable de asesinato agravado en primer grado y profanación de un cuerpo humano en tercer grado en relación con la muerte de Lueck. A cambio, los fiscales retiraron los cargos de secuestro con agravantes y obstrucción a la justicia y eliminaron la posibilidad de la pena de muerte. El fiscal del distrito Sim Gill declaró que la declaración de culpabilidad permitía a los padres de Lueck empezar a superar la situación y obtener una "medida de justicia".
El 23 de octubre, la jueza del tercer distrito Vernice Trease condenó a Ajayi a cadena perpetua sin posibilidad de libertad condicional y a cinco años de prisión por profanar el cadáver de Lueck. Se disculpó ante el tribunal, aunque Gill declaró a los medios de comunicación que no creía que la disculpa fuera genuina. Los padres de Lueck hicieron una declaración en la que hablaban de que nunca llegarían a ver a su única hija casarse y tener hijos. El padre de Lueck dijo: "Mi hija Mackenzie Lueck era una joven dulce y asombrosa con el mundo por delante. Era una persona de buen corazón que se preocupaba por los demás. Ahora, no tendré la oportunidad de verla florecer en la vida". El primo de la joven declaró: "Esta es una pesadilla de la que no puedes despertar. Nunca podré perdonar lo que le ocurrió. Nunca perdonaré al monstruo que acabó con su vida. Nunca en mi vida he sentido tanta rabia como en los últimos 16 meses. Nunca he temido tanto por mi vida porque sé lo real que es el mal en este mundo".
Ajayi también fue acusado del secuestro en marzo de 2018 de otra mujer a la que conoció en una aplicación de citas. La víctima se presentó después de que Ajayi fuera arrestado por el asesinato de Lueck. Se fijó un juicio por este caso para el 2 y 3 de diciembre de 2020. Ajayi se declaró culpable de un cargo de abuso sexual forzado en segundo grado en relación con este caso el 7 de octubre de 2020. Más tarde fue sentenciado a entre uno y 15 años de prisión por el crimen.
Ajayi también fue acusado de 19 cargos de explotación sexual de un menor. Estos cargos surgieron en agosto de 2019 después de que la policía también dijera que había encontrado "numerosas fotos pornográficas de niños en su ordenador mientras investigaban la muerte de Lueck" el 2 de julio. Las fotos supuestamente mostraban a niños de entre cuatro y ocho años. Se programó una audiencia preliminar con respecto a estos cargos para el 1 de octubre de 2020. Ajayi se declaró inocente de los cargos que se le atribuyeron, desestimándose los cargos atribuidos de pornografía.